# Eileanchelys
Eileanchelys je rodem vyhynulé vodní želvy, která žila v období střední jury na území dnešní Velké Británie. Až do nedávna byl tento rod považován za první známou vodní želvu a zároveň za přechod mezi vodními a suchozemskými želvami. Celkem byly v roce 2004 objeveny fosílie čtyř jedinců ve Skotsku. V roce 2008 byl však oznámen objev ještě podstatně starší vodní želvy (o 60 milionů let), která dostala název Odontochelys. Jediný druh rodu Eileanchelys, E. waldmani, byl popsán v roce 2009.